# Érico Cardoso
Érico Cardoso (anteriormente Água Quente) é um município brasileiro do estado da Bahia. Sua população, segundo estimativas do IBGE de 2024, era de 10 948 habitantes.

## História
Originalmente habitada por indígenas tapuias, o território de Érico Cardoso começou a ser colonizado entre 1715 e 1720, com a descoberta de jazidas de ouro nos arredores do Morro do Fogo, o que trouxe para a região desbravadores portugueses, paulistas e mineiros. Estes colonizadores criaram suas fazendas e se dedicaram, além da mineração, à agricultura e pecuária. Nestes primórdios, surgia o Arraial do Morro do Fogo, hoje no município de Érico Cardoso, o mais antigo da Bacia do Paramirim.
O Morro do Fogo teve um grande crescimento por volta de 1840, quando um grupo de mineradores de Rio de Contas deixou as decadentes minas auríferas desta cidade para migrar para esse povoado érico-cardosense. Consequentemente, em 29 de maio de 1843, a resolução provincial n° 200 elevou a capela de Nossa Senhora do Carmo no Morro do Fogo à categoria de sede da Freguesia de Nossa Senhora do Carmo do Morro do Fogo, subordinada à vila de Minas do Rio de Contas.
Em meados do século XIX, o ouro do Morro do Fogo se esgotou. Com isso, os antigos mineradores deixaram o povoado, passando a se dedicar à agricultura e à pecuária em fazendas na região. Nessa época, surgiu, na fazenda do Coronel Liberato José da Silva, o Arraial de Água Quente (hoje a sede municipal de Érico Cardoso), cujo nome se deve às águas termais ali presentes, que, junto com o comércio e a agropecuária, fizeram o povoado rapidamente se desenvolver. Com isso, por meio da Resolução provincial n° 1460, de 23 de março de 1875, a sede da Freguesia do Morro do Fogo foi transferida para esse Arraial.
Graças à luta sobretudo do Padre João Paranhos da Silva, vigário do Morro do Fogo, a Freguesia de Nossa Senhora do Carmo do Morro do Fogo foi elevada à categoria de vila, com o nome Industrial Vila de Água Quente, por meio da Lei provincial n° 1849, de 16 de setembro de 1878. No entanto, em um primeiro momento, devido à rivalidade entre o Coronel Liberato e o Padre Paranhos, a vila não chegou a ser instalada e foi extinta por meio da Resolução provincial n° 2.175, de 20 de junho de 1881, sendo reincorporada a Minas do Rio de Contas. Um ato estadual de 24 de março de 1890 restaurou a autonomia da Industrial Vila de Água Quente, sendo instalada em 23 de maio do ano seguinte, com a posse do primeiro intendente, o Cel. Antônio José Cardoso.
Por meio da Lei estadual n° 460, de 16 de julho de 1902, a sede da vila foi transferida para o Arraial do Ribeiro (atual sede de Paramirim), pois este estava em fase de maior desenvolvimento e por estar melhor localizado geograficamente do que Água Quente.
Em 1909, a vila de Água Quente se tornou o município de Paramirim, em cujo território foi criado, no mesmo ano, o distrito de Água Quente, constando pela primeira vez em uma divisão administrativa em 1911, época em que esteve envolvido em disputas políticas locais.
Em 5 de junho de 1962, a Lei Estadual nº 1659 desmembrou o distrito de Água Quente de Paramirim e o elevou à condição de município, sendo instalado em 7 de abril do ano seguinte, data em que se comemora o aniversário municipal.
Em 15 de julho de 1985, a Lei Estadual nº 4483 renomeou o município de Água Quente para Érico Cardoso, em homenagem ao seu primeiro prefeito.
Atualmente com cerca de 11 mil habitantes, dos quais apenas cerca de 20% residem na zona urbana, Érico Cardoso é o município mais rural da Bacia do Paramirim, com uma população em declínio nos últimos anos.[carece de fontes?]

## Geografia
O município de Érico Cardoso está localizado no centro-sul da Bahia, na região do Alto Sertão Baiano, estando a sua sede localizada a uma altitude de 691 m.
O relevo do município é formado por terrenos acidentados, com fortes desníveis e características onduladas. No município, há diversas serras, como a das Almas, do Cobre, do Itobira, do Morro do Fogo, das Crioulas, da Caeira, da Talhada, dos Sete Morros, do Boqueirão e da Mangabeira.
Na Serra das Almas, está o Pico das Almas, um dos mais altos da Bahia, cujo cume é o marco da tríplice divisa entre Érico Cardoso, Livramento de Nossa Senhora e Rio de Contas. No sopé desta elevação, em território érico-cardosense, estão as nascentes do Rio Paramirim, o mais importante de sua região. 
O Rio Paramirim é o principal de Érico Cardoso, tendo como afluentes no município o Rio do Morro, Córrego da Barra e Riacho Fundo. O Rio da Caixa e os riachos da Folheta, Taipava e do Gê, dentre outros, complementam a hidrografia érico-cardosense.
Muito próximo à sede municipal está o poço de águas termais Poção, cujo líquido sempre está em uma temperatura ao redor de 27°C e com vazão constante, e estas águas encontram, poucos metros depois, o Rio Paramirim. Foi do Poção que veio o antigo nome do município, Água Quente.
A vegetação predominante do município é a Caatinga, mas também é possível encontrar em seu território a vegetação de Cerrado e das gerais.
Em 1918, o historiador e geógrafo Gonçalo de Athayde Pereira registrou: "Em Água Quente, cerca de dez léguas para o noroeste do Rio de Contas, existe abundância de ferro nas rochas de itabirito, e encontram-se duas nascentes de águas termais, fortemente saturadas de sais de soda".
Dentre os povoados mais importantes do município, além da sede municipal, estão a Barra, Paramirim das Crioulas, Rio da Caixa, Morro do Fogo, Abadia, Santarém e Porteiras.

## Economia
A principal atividade econômica do município é a agricultura, com destaque para a produção de cana-de-açúcar e seus derivados (cachaça, rapadura, etc.), mas também há o cultivo de arroz, feijão, milho, mandioca e hortigranjeiros. Na pecuária, destaca-se a criação de bovinos, suínos e equinos.

## Patrimônio e turismo

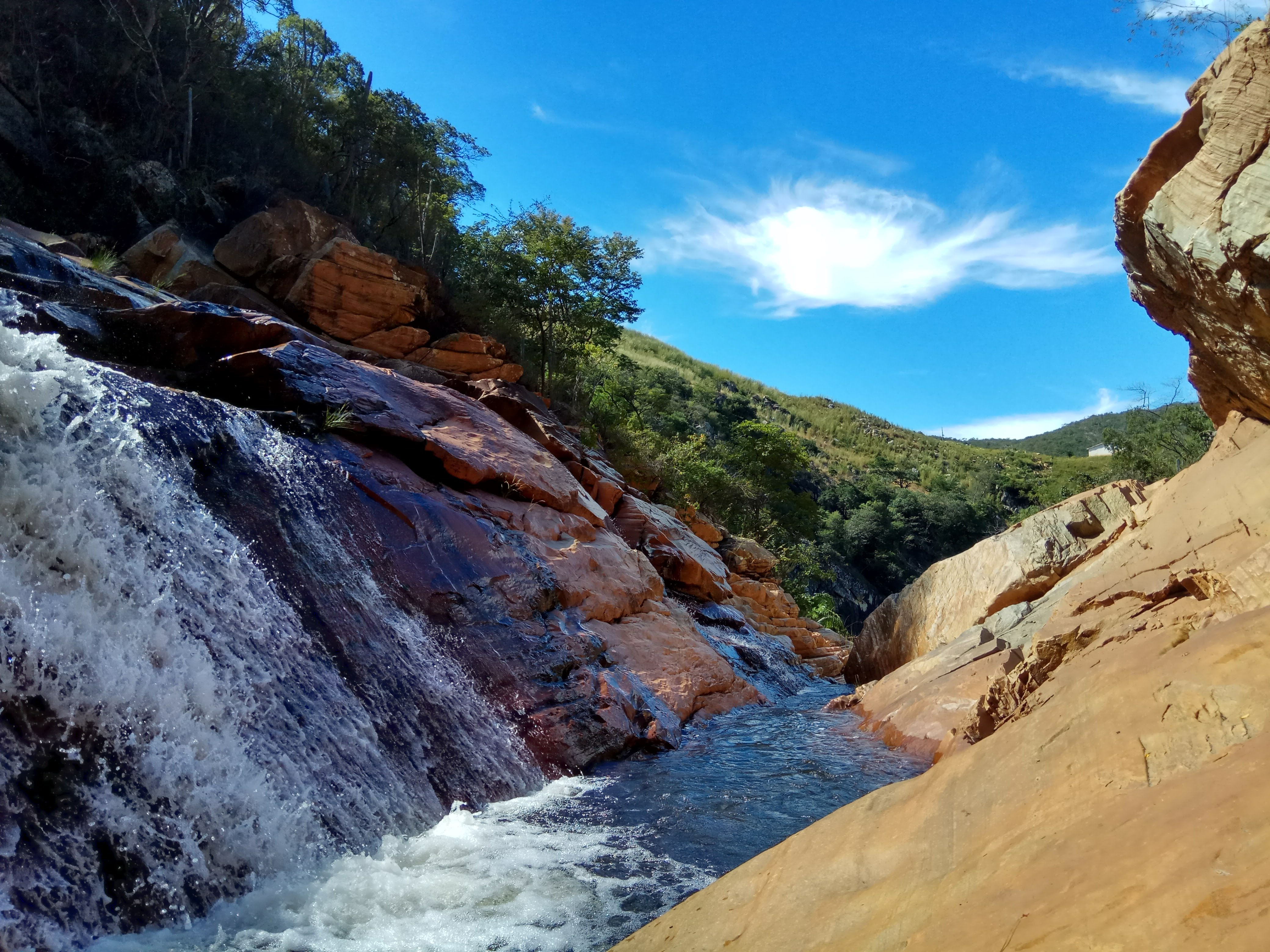
Poço do Major em Morro do Fogo

O Arraial do Morro do Fogo é o povoado mais antigo da região e ainda guarda muitos resquícios dos tempos antigos, como grutas abertas para a exploração de ouro, casas do período colonial e a capela de Nossa Senhora do Carmo.
Além disso, Érico Cardoso possui locais para o ecoturismo e a prática de esportes como trilhas e rapel e atrações naturais, como o poço de águas quentes Poção, cachoeiras, rios e lagos.
Os festejos de época são a principal movimentação do turismo local. Em junho, são as festas juninas, com apresentações de quadrilhas, fogueiras, fogos de artifício e barracas instaladas na Praça da Matriz. Em julho, a romaria de Nossa Senhora do Carmo no Morro do Fogo atrai grande número de fiéis, com apresentações de danças e músicas e missas.